# ريو أداتشي
ريو أداتشي (باليابانية:安達 亮) مواليد 2 يوليو 1969 في هيوغو، هو لاعب كرة قدم ياباني سابق كان يلعب كمهاجم.

## روابط خارجية
- ريو أداتشي على موقع قاعدة بيانات كرة القدم.إي يو (الإنجليزية)
- ريو أداتشي على موقع Soccerway.com (الإنجليزية)
- ريو أداتشي على موقع عالم كرة القدم.نت (الإنجليزية)